# Mask-ROM
Mask Read Only Memory, em português, Memória Somente de Leitura de Máscara é um tipo de memória ROM.  Programa gravado durante processo de gravação do chip (máscara de gravação do chip). 
O primeiro e original tipo é chamado de ROM pura, e é conhecida também, tecnicamente, como programada por máscara, devido ao processo de fabricação e escrita dos bits na memória. Nessa ROM o conjunto de bits é inserido no interior 
dos elementos da pastilha durante o processo de fabricação, cada bit é criado na célula apropriada.